# Tashkumyrodon
Tashkumyrodon is een geslacht van uitgestorven Mammaliaformes uit de Balabansaiformatie van het Midden-Jura (Callovien) van Kirgizië. Zoals veel mammaliaformen uit Mesozoïcum, is het alleen bekend van een losse tand.
De typesoort Tashkumyrodon desideratus werd in 2004 benoemd door Thomas Martin en Alexandr Awerianow. De geslachtsnaam verbindt de naam van de stad Tash-Kömür, in de buurt van waar het oorspronkelijke exemplaar werd gevonden, met een Grieks odoon, 'tand'. De soortaanduiding betekent 'de gewenste' in het Latijn.
Het holotype ZIN 85279 is een linkeronderkies of molariform: de docodonten hadden geen echte kiezen. Het fossiel bevindt zich in het Zoölogisch Instituut van de Russische Academie van Wetenschappen in Sint-Petersburg. Van de tand zijn de wortels afgebroken en knobbel g.
Tashkumyrodon behoort tot de Docodonta en is nauw verwant aan Sibirotherium en Tegotherium. 